# كركند مجزع
كركند مُجزع أو كركند رخامي (الاسم العلمي: Procambarus virginalis)، هو كركند بكري التوالد تم اكتشافه في تجارة الحيوانات الأليفة في ألمانيا في التسعينات. يرتبطا الكركند المجزع ارتباطًا وثيقًا بـ «الكركند الوحلي»، Procambarus fallax، والذي ينتشر على نطاق واسع عبر ولاية فلوريدا. لا توجد مجموعات طبيعية من الكركند المجزع معروفة. تعتبر المعلومات التي قدمها أحد التجار الأصليين للحيوانات الأليفة عن مصدر الكركند المجزع «مربكة تمامًا وغير موثوقة»
. الاسم غير الرسمي مارموركربيس Marmorkrebs وهي تسمية ألمانية لـ«الكركند المجزع».